# Arc-lès-Gray
Arc-lès-Gray és un municipi francès situat al departament de l'Alt Saona i a la regió de Borgonya - Franc Comtat. L'any 2007 tenia 2.650 habitants.

## Demografia

### Població
El 2007 la població de fet d'Arc-lès-Gray era de 2.650 persones. Hi havia 1.185 famílies, de les quals 424 eren unipersonals (188 homes vivint sols i 236 dones vivint soles), 361 parelles sense fills, 332 parelles amb fills i 68 famílies monoparentals amb fills.
La població ha evolucionat segons el següent gràfic:
Habitants censats

### Habitatges
El 2007 hi havia 1.298 habitatges, 1.205 eren l'habitatge principal de la família, 21 eren segones residències i 72 estaven desocupats. 828 eren cases i 469 eren apartaments. Dels 1.205 habitatges principals, 705 estaven ocupats pels seus propietaris, 480 estaven llogats i ocupats pels llogaters i 20 estaven cedits a títol gratuït; 20 tenien una cambra, 122 en tenien dues, 266 en tenien tres, 354 en tenien quatre i 443 en tenien cinc o més. 736 habitatges disposaven pel capbaix d'una plaça de pàrquing. A 593 habitatges hi havia un automòbil i a 362 n'hi havia dos o més.

### Piràmide de població
La piràmide de població per edats i sexe el 2009 era:
| Homes | Edats   | Dones |
| ----- | ------- | ----- |
| 4     | 95 o +  | 0     |
| 4     | 90 a 94 | 20    |
| 16    | 85 a 89 | 32    |
| 24    | 80 a 84 | 24    |
| 72    | 75 a 79 | 80    |
| 40    | 70 a 74 | 84    |
| 76    | 65 a 69 | 68    |
| 64    | 60 a 64 | 100   |
| 76    | 55 a 59 | 52    |
| 96    | 50 a 54 | 104   |
| 132   | 45 a 49 | 108   |
| 124   | 40 a 44 | 104   |
| 80    | 35 a 39 | 88    |
| 112   | 30 a 34 | 72    |
| 100   | 25 a 29 | 80    |
| 60    | 20 a 24 | 108   |
| 116   | 15 a 19 | 108   |
| 132   | 10 a 14 | 80    |
| 92    | 5 a 9   | 36    |
| 64    | 0 a 4   | 72    |

## Economia
El 2007 la població en edat de treballar era de 1.650 persones, 1.124 eren actives i 526 eren inactives. De les 1.124 persones actives 1.010 estaven ocupades (580 homes i 430 dones) i 114 estaven aturades (41 homes i 73 dones). De les 526 persones inactives 197 estaven jubilades, 141 estaven estudiant i 188 estaven classificades com a «altres inactius».

### Ingressos
El 2009 a Arc-lès-Gray hi havia 1.219 unitats fiscals que integraven 2.775 persones, la mediana anual d'ingressos fiscals per persona era de 16.031,5 €.

### Activitats econòmiques
Dels 172 establiments que hi havia el 2007, 1 era d'una empresa extractiva, 3 d'empreses alimentàries, 4 d'empreses de fabricació de material elèctric, 1 d'una empresa de fabricació d'elements pel transport, 22 d'empreses de fabricació d'altres productes industrials, 28 d'empreses de construcció, 47 d'empreses de comerç i reparació d'automòbils, 6 d'empreses de transport, 8 d'empreses d'hostatgeria i restauració, 5 d'empreses financeres, 5 d'empreses immobiliàries, 21 d'empreses de serveis, 12 d'entitats de l'administració pública i 9 d'empreses classificades com a «altres activitats de serveis».
Dels 48 establiments de servei als particulars que hi havia el 2009, 1 era una oficina del servei públic d'ocupació, 1 oficina de correu, 1 funerària, 6 tallers de reparació d'automòbils i de material agrícola, 2 tallers d'inspecció tècnica de vehicles, 3 guixaires pintors, 3 fusteries, 5 lampisteries, 8 electricistes, 2 empreses de construcció, 4 perruqueries, 1 veterinari, 2 agències de treball temporal, 7 restaurants i 2 salons de bellesa.
Dels 15 establiments comercials que hi havia el 2009, 2 eren supermercats, 2 grans superfícies de material de bricolatge, 3 fleques, 1 una peixateria, 1 una botiga de roba, 1 una botiga d'equipament de la llar, 1 una sabateria, 1 una botiga d'electrodomèstics, 1 una botiga de material de revestiment de parets i terra, 1 un drogueria i 1 una joieria.
L'any 2000 a Arc-lès-Gray hi havia 9 explotacions agrícoles.

## Equipaments sanitaris i escolars
Els 2 equipaments sanitaris que hi havia el 2009 eren farmàcies.
El 2009 hi havia 1 escola maternal i 2 escoles elementals.

## Poblacions properes
El següent diagrama mostra les poblacions més properes.